# Păuleni-Ciuc
Păuleni-Ciuc là một xã thuộc hạt Harghita, România. Dân số thời điểm năm 2002 là 1736 người.